# 건전가요
건전가요(健全歌謠)는 대한민국의 대중음악 장르 가운데 하나이다.
제4공화국, 제5공화국때 썼으며, 당시 발표되었던 대중가요 음반 말미 끝트랙에는 이 장르의 곡을 반드시 넣어야 했다. 노래의 내용은 건전하고 밝지만 이들 내용의 실질적인 공통점은 특정 정권을 홍보하기 위한 목적으로 쓰였었다는 것이다.
이 장르의 경우 1988년 직선제가 시행되고 제6공화국이 출범됨과 동시에 더 이상 의무적으로 실리지 않게 되었다.

## 대표적인 건전가요
- 아! 대한민국
- 시장에 가면
- 어허야 둥기둥기
- 정화의 노래
- 서로 믿는 우리마음
- 웃는 마음 둥근 마음
- 손모아 마음모아
- 조국찬가

## 같이 보기
- 군가